# Белых, Григорий Георгиевич
Григо́рий Гео́ргиевич Белы́х (7 (20) августа 1906, с. Навесное, Ливенский уезд, Орловская губерния, Российская империя — 14 августа 1938, Ленинград, РСФСР, СССР) — советский писатель. Наиболее известен как соавтор книги «Республика ШКИД», в которой описан его личный опыт жизни в интернате для трудных детей.
В своём литературном творчестве, главным образом, «с достаточной долей иронии» описал школьную жизнь послереволюционной России, школьников, учителей («халдеев»), своих товарищей, самого себя. Состоял членом Союза писателей СССР. Обвинённый в авторстве и распространении антисоветских стихов, был осуждён и умер в тюремной больнице.

## Биография
Родился 7 (20) августа 1906 году в многодетной семье. В раннем детстве потерял отца. Мать работала прачкой, семья жила очень бедно. Учился без желания, оставил школу едва обучившись грамоте.

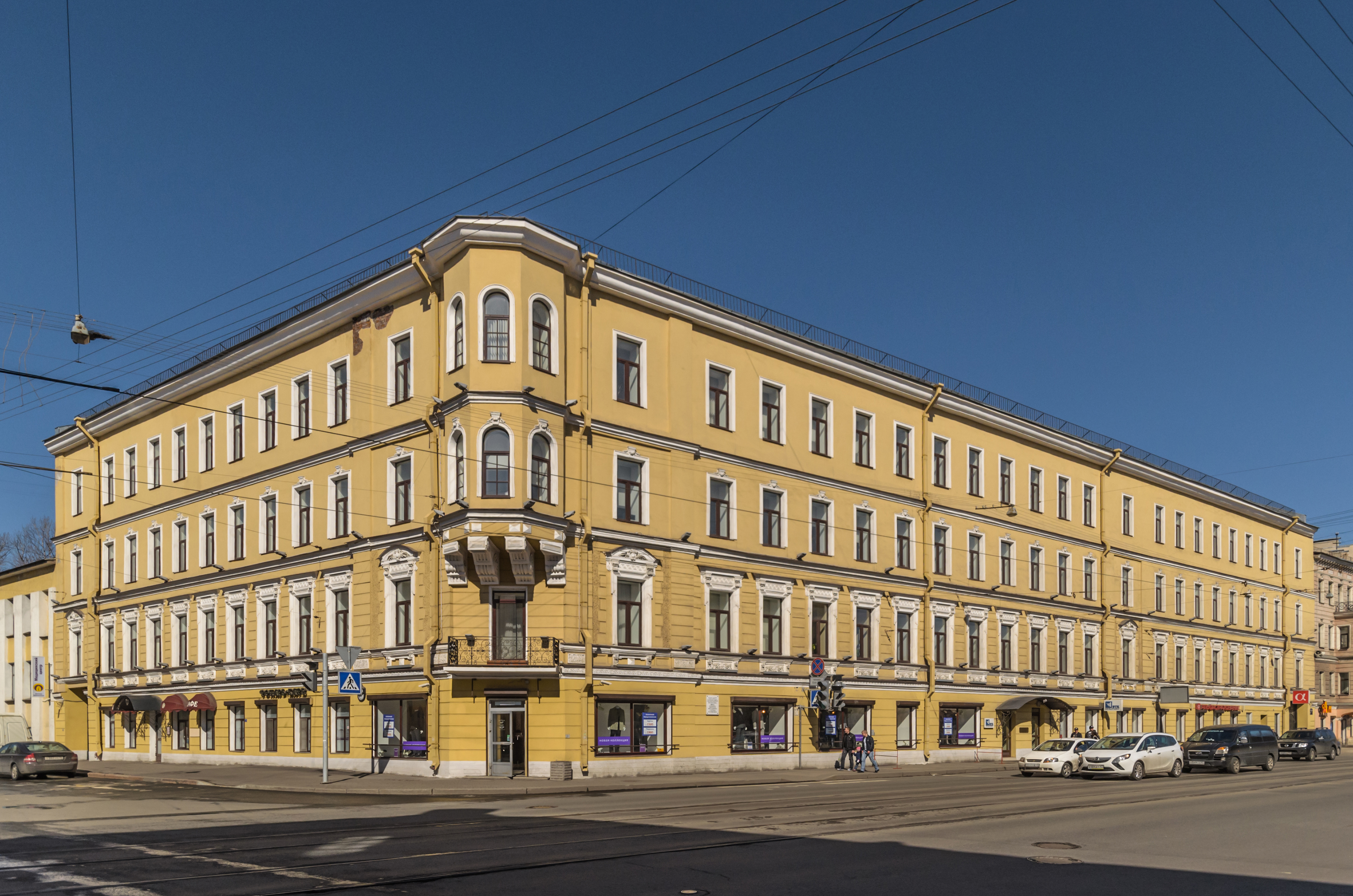
Старо-Петергофский проспект, д. 19 — здание, где располагалась Школа-коммуна имени Достоевского

После революции 1917 года беспризорничал, был направлен в детскую колонию «ШКИД» (Школа-коммуна имени Достоевского), где заработал прозвище «Янкель». Там он подружился с Алексеем Еремеевым (впоследствии ставшим писателем, публиковавшимся под псевдонимом Л. Пантелеев). Обнаружившиеся явные литературные способности реализовал, сблизившись с Еремеевым на почве общих интересов к литературе и кинематографу, совместно они попытались создать «Шкидкино», в школьной газете «День» печатали совместно сочинённые истории, в частности приключенческий роман «Ультус Фантомас за власть Советов».
После окончания школы (в 1923 году) оба они предприняли поездку в Баку, где планировали трудоустроиться в съёмочную группу режиссёра Ивана Перестиани, но по причине нехватки денег до Баку не доехали, а к 1924 году разными путями вернулись в Ленинград, где стали журналистами. По инициативе и при содействии С. Я. Маршака написали совместную книгу — «Республика ШКИД» (первая половина книги в основном написана Г. Белых). Книга принесла обоим авторам широкую известность, получила высокую оценку М. Горького, однако вызвала споры и подверглась критике со стороны вдовы Ленина Н. К. Крупской, увидевшей сходство описанного учебного заведения с дореволюционной бурсой, и крупного советского педагога А. С. Макаренко, назвавшего книгу «историей педагогической неудачи».
После публикации «Республики ШКИД» литературную работу вёл самостоятельно, отдельно от Л. Пантелеева, жизненные впечатления описал в повестях «Дом весёлых нищих» (1930), «Холщёвые передники» (1932). Работал репортёром, выезжал в провинцию.
В конце 1935 года Белых, уже тяжело болевшему туберкулёзом, было предъявлено обвинение в авторстве контрреволюционных произведений и их распространении. Основанием послужили показания К. К. Мамовича-Дымшица (ответственного квартиросъёмщика квартиры, в одной из комнат которой проживал Белых), под контрреволюционным произведением имелось ввиду стихотворение Белых «Два великих» (о И. В. Сталине и Петре I), в котором содержались такие строки:

«…Сдаюсь, сдаюсь, Иосиф Первый.

Мою идею о канале

Вы, не жалея сил чужих

Весьма блестяще доконали.

Я ж был идеями богат,

Но не был так богат рабами»,
По показаниям Мамовича-Дымшица, узнав об этом стихотворении, он переписал его и пытался поставить Белых в зависимость от себя, поскольку тот злоупотреблял спиртным и не оплачивал коммунальные услуги.
На следствии Белых, согласно протоколу, признал, что является автором и ещё одного антисоветского стихотворения «На юбилей Максима Горького», что читал эти свои стихи в том числе Алексею Пантелееву и Самуилу Маршаку. Впоследствии на очных ставках он изменил свои показания и стал утверждать, что сообщил о своих контрреволюционных стихах Пантелееву и другим только после начала следствия по его обвинениям — в январе 1936 года. Кроме стихотворений у Белых при обыске были обнаружены записи тридцати двух частушек (он коллекционировал эти фольклорные произведения), восемь из которых были признаны следствием и последующим судом антисоветскими («В колхоз пошла Юбка новая Из колхоза ушла Ж… голая» и т. п.). В конце февраля 1936 года Белых был осуждён на три года, вину свою признал — контрреволюционные стихи «написал под влиянием бытового мещанского переживания», «получил звание писателя и был не в себе написав это». Умер от туберкулёза в ленинградской тюремной больнице им. Ф. П. Гааза 14 августа 1938 года в возрасте 31 года.
Реабилитирован в 1957 году по инициативе Л. Пантелеева. После реабилитации в 1962 году по предложению Л. К. Чуковской произведения Григория Белых были переизданы.

## Личная жизнь
Жена — Раиса Соломоновна Грамм, счётный работник, дочь — Татьяна (1933 г.р.)

## Книги
- Белых Г. и Пантелеев Л. Республика ШКИД. — М.—Л. : ГИЗ, 1927. (при жизни Г. Белых — 8 изданий)
- Лапти. — М. : Крестьянская газета, 1929, 1930.
- Сидорова коза. — Л. : Красная газета, 1929.
- Белогвардеец. Из шкидских рассказов (Б-чка журн. «Дружные ребята»). — М. : «Крестьянская газета», 1930. — 32 с. — 60 000 экз.
- Дом весёлых нищих. — Л. : «Прибой», 1930. — 240 с.
- Холщёвые передники. — М.—Л. : Молодая гвардия, 1932. — 20 000 экз.
- Дом весёлых нищих. — Л.—М. : Молодая гвардия, 1933.
- Белых Г. и Пантелеев Л. Американская каша. — М.—Л. : «Молодая гвардия», 1932. — 64 с. — 10 000 экз.